# Palazzo Nicolini

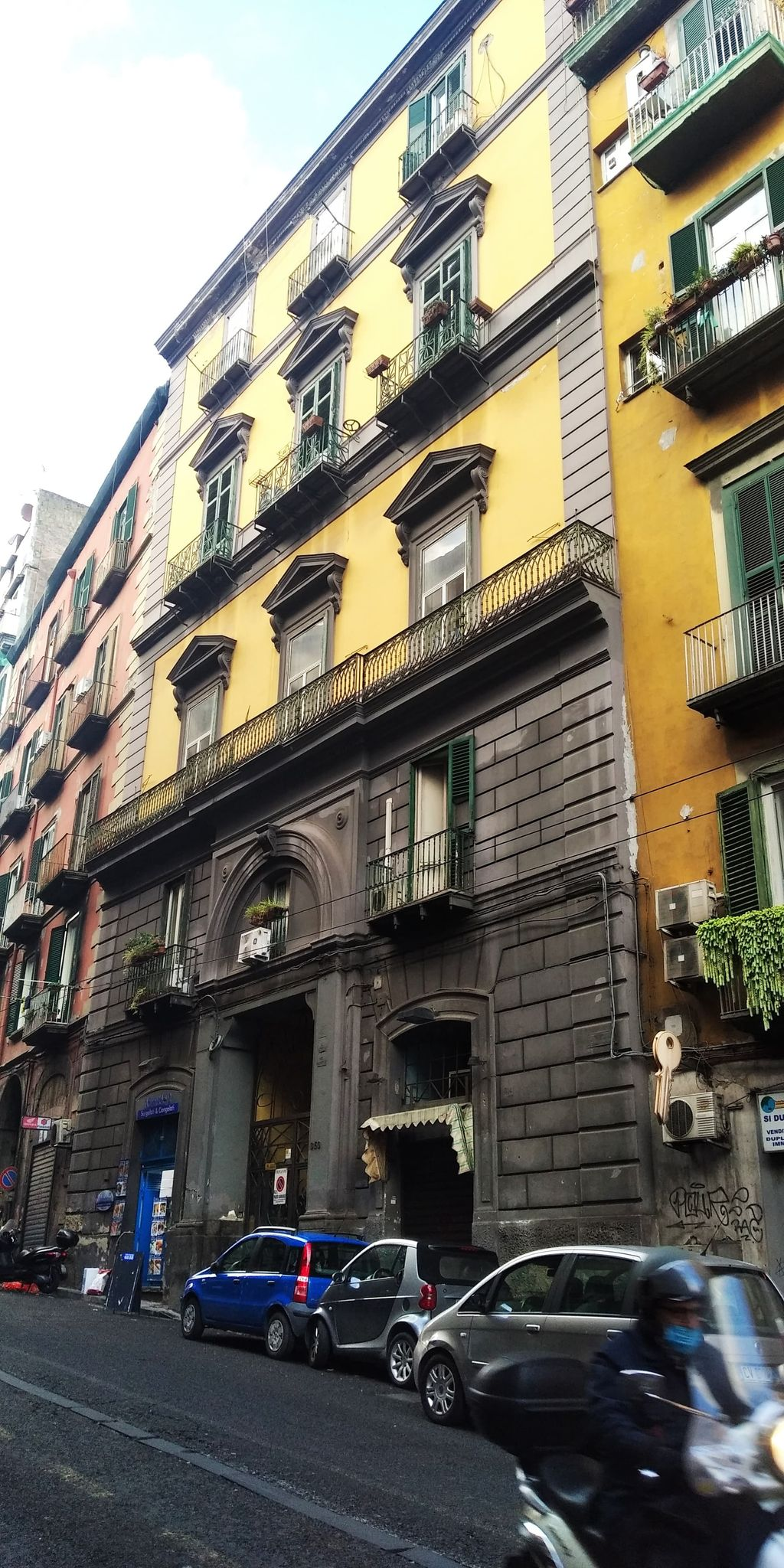
Palazzo Nicolini in Neapel

Der Palazzo Nicolini ist ein Palast aus dem 17. Jahrhundert im Viertel Avvocata in Neapel in der italienischen Region Kampanien. Er liegt in der Via Salvator Rosa, 353.

## Geschichte und Beschreibung
Das gesamte Gelände zwischen dem ersten Teil der Via Salvator Rosa und der Via Santa Teresa gehörte dem Kloster Santa Teresa degli Scalzi, das es bereits ab dem Ende des 16. Jahrhunderts in Parzellen bescheidener Tiefe, die sich an die dahinter liegende Böschung anlehnten, an Privatleute verkaufte.
Diese Privatleute ließen dort eine Reihe von Palästen an einer Kurtine errichten, die bereits in der Ansicht von „Baratta“ aus dem Jahre 1629 erscheinen, mit Ausnahme des Palazzo Caracciolo di Girifalco. Der Palazzo Nicolini hat somit Ursprünge im 17. Jahrhundert, wurde aber in der ersten Hälfte des 19. Jahrhunderts vollkommen umgestaltet.
Die Fassade mit vier Stockwerken zur Via Salvator Rosa zeigt einen hohen Sockel aus glattem Bossenwerk, der neben dem Erdgeschoss auch das Portal und das Zwischengeschoss miteinschließt. Das erste Obergeschoss ist durch einen durchgehenden Balkon und die dreieckigen Tympana über den Rahmen der Fenster gekennzeichnet, während das zweite Obergeschoss Einzelbalkone, aber ebenfalls dreieckige Tympana besitzt. In den Innenräumen, die heute auf ein Dutzend einzelne Wohnungen aufgeteilt sind, finden sich mit Fresken versehene Decken, die auf die zweite Hälfte des 19. Jahrhunderts zu datieren sind.
Das Gebäude verdankt seinen Namen Nicola Nicolini (* 1772 in Tollo, † 1857 in Neapel), Stadtrat, Universitätsprofessor und Minister ohne Aufgabenbereich für die Bourbonen, der es in der ersten Hälfte des 19. Jahrhunderts (sicherlich vor 1841) kaufte. Ihm ist vermutlich auch die endgültige Umgestaltung des Palastes im klassizistischen Stil, auch für Repräsentationszwecke, zu verdanken. Die Nicolinis behielten mehrere Generationen lang das gesamte dritte Stockwerk in ihrem Besitz; dort lebte und starb auch Fausto Nicolini (1879–1965), Historiker und crocianischer Intellektueller, sowie Großneffe des oben genannten Nicola Nicolini, der auf einer Erinnerungstafel auf der linken Seite des Eingangs geehrt wird.